# Диди, Ибрахим Мухаммад
Ибрахим Мухаммад Диди (мальд. އިބްރާހީމް މުޙައްމަދުދީދީ) также известный как Веланаге Ибрахим Диди — первый вице-президент Мальдив, был исполняющим обязанности президента Мальдив до возвращения к монархической форме правления.
Потомок Принцессы Фатимы Рани Килеге (1722 — ок. 1794), второй дочери Султана Мальдивских островов Ибрагима Искандара II. Сын дворцового чиновника Веланаге Мухаммада Диди и Атиреге Тутту Дон Диди, дочери великого визиря Атириге Ибрагима Диди Эффенди.
Глава деревни Маппан, а затем глава деревни Галор. Депутат Народного меджлиса Мальдив.
Старший вице-председатель Народной прогрессивной партии в 1950—1953 годах, заместитель премьер-министра, министр сельского хозяйства и строительства в 1952—1953 годах.
В 1952 году, после смерти султаном Абдулы Маджида и главы регентского совета Хасана Фарида, мальдивский парламент признал следующим в линии наследования престола Мохамеда Амина, но тот предпочёл перейти к республиканской форме правления, и вынес вопрос на всенародное обсуждение. По итогам референдума 1952 года Мальдивы стали из султаната республикой, и с 1 января 1953 года Мохамед Амин занял пост президента, а Ибрахим Мухаммад стал при нём вице-президентом.
Пока в августе 1953 года Мохамед Амин находился на лечении на Цейлоне, он был свергнут, а по возвращении на родину помещён в тюрьму. В связи с этим Ибрахим Мухаммад стал исполняющим обязанности президента Мальдив. На референдуме 1953 года было решено вернуться к монархической форме правления, и в марте 1954 года Ибрахим Мухаммад передал власть Мухаммеду Фариду Диди, ставшему первым современным королём (или очередным султаном) Мальдив.
Премьер-министр Мальдивских островов в 1953—1957 годах и министр финансов Мальдивского султаната с июля 1954 по ноябрь 1955 года.
Жена Принцесса Мунарудоруга Тутту Гома, дочь Принца Мандуге Дори Манипулу. Имел двух сыновей:
- Маджихиге Мухаммад Ибрагим Диди. Глава Паспортной службы в 1950—1956 годах.
- Маджихиге Ахмад Диди. Министр в Кабинете министров отца в 1955 году.